# 巴布棒䲁
巴布棒䲁（學名：Rhabdoblennius papuensis），為輻鰭魚綱鳚形目䲁科棒䲁屬的一種，分布於西太平洋巴布亞紐幾內亞海域，深度0至1公尺，本魚體延長，稍側扁，頭小，頭頂無冠膜，具有眼上鬚及鼻鬚，無頸鬚，唇平滑，上下顎具犬齒，頭部下側後半部的中央部有一個橫橢圓形的黑色斑點，其大小約為眼睛直徑的一半，腹鰭基底在鰓蓋膜的正後方為黑色，身體兩側有一排7個深色縱向橢圓形斑塊，中央顏色較暗，背鰭硬棘11-12枚、背鰭軟條18-19枚、臀鰭硬棘2枚、臀鰭軟條19-22枚，體長可達3.9公分，棲息在沿海潮間帶岩石區，雌魚產附著性卵，雄魚有護卵行為，幼魚為浮游性，生活習性不明。